# SN 2003kk
SN 2003kk – supernowa typu Ia odkryta 15 listopada 2003 roku w galaktyce A232536-0931. W momencie odkrycia miała maksymalną jasność 20,30m.